# 卡噶巴
卡噶巴(梵文：Khadgapa)，卡噶是劍的意思，卡噶巴為持劍之人，印度大乘密宗人士，八十四成就者之一。

## 簡介
卡噶巴來自瑪格達的低種性家庭，不肯隨父親去當農夫，整日想方設法去偷東西。有一回手氣背空手而歸，途經墳場，遇見卡帕提尊者，得到修法契機：卡達噶巴想要得到他人不能勝的能力，尊者給予灌頂並指示他繞行一觀音像二十一天，抓住出現的黑蛇並能獲得成就。卡噶巴依法行事，黑蛇卻變成慧劍，清靜了他本來染污的心。卡噶巴在瑪格達弘法二十一天，然後進入空行淨土。